# فولكراك

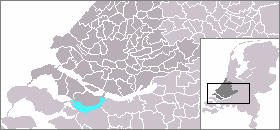
فولكراك باللون السماوي.

فولكراك هو مسطح مائي في هولندا. وهو جزء من دلتا الراين - الماس - سخيلده، ويقع بين جزيرة خوريه- أوفرفلاكيه إلى الشمال الغربي والأرض الهولندية الرئيسية إلى الجنوب والشرق.